# Eduard Asarjan

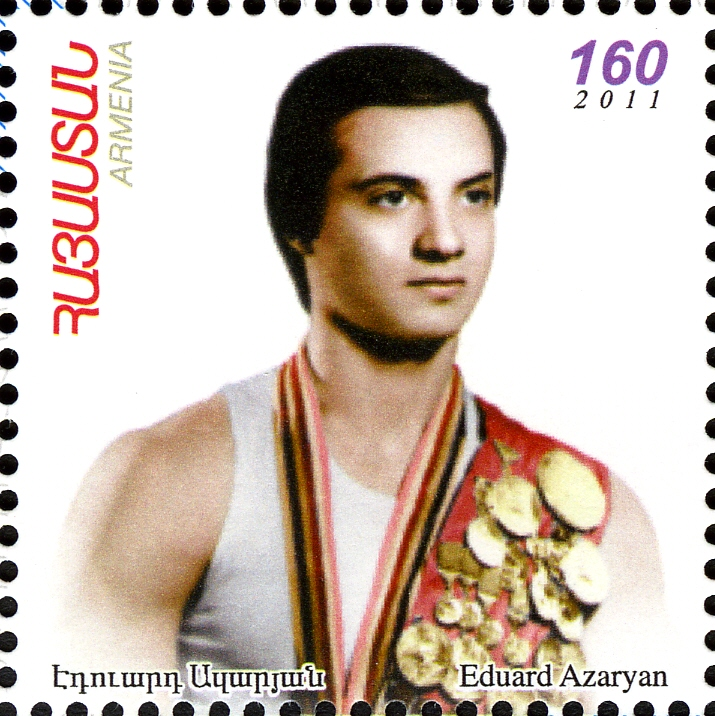
Eduard Asarjan

Eduard Albertowitsch Asarjan (* 11. April 1958 in Jerewan) ist ein ehemaliger armenischer Turner, der in den 1970er Jahren für die Sowjetunion antrat.
Eduard Asarjan gewann 1978 beim Weltcup in Sao Paulo den Wettkampf im Barrenturnen. Bei den Turn-Weltmeisterschaften 1978 in Straßburg gewann die sowjetische Mannschaft mit Nikolai Andrianow, Alexander Ditjatin, Alexander Tkatschow, Gennadi Kryssin, Eduard Asarjan, Wladimir Markelow die Silbermedaille hinter den Japanern. 1979 gewann Asarjan die Mehrkampfwertung bei der Spartakiade der Völker der UdSSR vor Nikolai Andrianow.
Bei den Olympischen Spielen 1980 in Moskau gewann die sowjetische Riege mit Alexander Ditjatin, Nikolai Andrianow, Alexander Tkatschow, Eduard Asarjan, Bohdan Makuz und Wladimir Markelow den Mannschaftswettbewerb. Im Einzelmehrkampf gewann Ditjatin vor Andrianow. In dem als Qualifikation für das Finale dienenden Mannschaftswettkampf lagen Tkatschow und Asarjan gleichauf auf dem vierten Platz hinter dem Bulgaren Stojan Deltschew. Da nur drei Turner pro Riege ins Finale des Einzelmehrkampfs rückten, durfte nur Tkatschow antreten und behielt seinen vierten Platz aus der Qualifikation. Asarjan belegte in der Qualifikation an vier Geräten den fünften Platz, da aber Ditjatin, Andrianow oder Tkatschow jeweils vor ihm lagen, erreichte Asarjan kein Gerätefinale.
Eduards Vater Albert Asarjan war in den 1950er Jahren mit zwei Olympiasiegen und zwei Weltmeistertiteln der beste Ringeturner der Welt. Eduard war das einzige von vier Kindern Albert Asarjans, das im Sport international erfolgreich war.